# Alex Darlington
Pour les articles homonymes, voir Darlington.
Alex Darlington (né le 26 décembre 1988 à Wrexham) est un footballeur gallois évoluant au poste d'attaquant dans le club gallois des Bangor City FC.

## Biographie
Formé au club de Wrexham, qui évolue dans le championnat anglais, Darlington subit, lors de sa première saison professionnelle (2007-2008), une fracture aux deux jambes qui l'éloigne totalement de l'équipe. En conséquence, son contrat est résilié à la fin de la saison. Il est alors recruté par The New Saints, équipe avec laquelle il s'impose à la pointe de l'attaque et devient champion du pays de Galles à l'issue de la saison 2009-2010.

## Compétitions européennes
Il fait ses débuts en Coupe de l'UEFA le 17 juillet 2008 à l'occasion de la rencontre Süduva-TNS (défaite 1-0). Lors de la saison 2010-2011, il participe à la campagne des New Saints en Ligue des champions.

## Sélection nationale
Après avoir été sélectionné en équipe du pays de Galles des moins de 19 ans le 31 octobre 2006 contre la République tchèque, il compte aujourd'hui une sélection en équipe du pays de Galles semi-professionnelle.

## Palmarès

### En club
The New Saints
- Championnat du pays de Galles
  - Vainqueur : 2013 2014, 2015, 2016, 2017, 2018.
- Coupe du pays de Galles
  - Vainqueur : 2012.
- Coupe de la Ligue
  - Vainqueur : 2009, 2010 et 2011.

## Statistiques
| Saison      | Club           | Pays                 | Championnat         | Coupes nationales | Coupes européennes           |
| ----------- | -------------- | -------------------- | ------------------- | ----------------- | ---------------------------- |
| 2008 - 2009 | The New Saints | Welsh Premier League | 30 matchs / 11 buts | 9 matchs / 5 buts | 2 matchs (C3)                |
| 2009 - 2010 | The New Saints | Welsh Premier League | 19 matchs / 5 buts  | 2 matchs / 1 but  | 2 matchs (C3)                |
| 2010 - 2011 | The New Saints | Welsh Premier League | 23 matchs / 13 buts | 7 matchs / 4 buts | 4 matchs (C1) + 1 match (C3) |
| 2011 - 2012 | The New Saints | Welsh Premier League | -                   | -                 | 2 matchs / 3 buts (C3)       |

Dernière mise à jour le 28 juillet 2011